# Peterchinita
La peterchinita és un mineral de la classe dels fosfats que pertany al grup de la clorofenicita.

## Característiques
La peterchinita és un arsenat de fórmula química Zn₃Zn₂(OH)₆As[O₃(OH)₃]. Va ser aprovada com a espècie vàlida per l'Associació Mineralògica Internacional en el mes de setembre de l'any 2023, i encara resta pendent de publicació. Cristal·litza en el sistema monoclínic. És l'anàleg de zinc de la clorofenicita, de la qual és també isostructural, i de la magnesioclorofenicita.
Les mostres que van servir per a determinar l'espècie, el que es coneix com a material tipus, es troben conservades a les col·leccions del Museu Carnegie d'Història Natural, a Pittsburgh (Estats Units), amb el número de catàleg: 34559, i al Museu d'Història Natural del Comtat de Los Angeles, amb número de catàleg: 76286.

## Formació i jaciments
Va ser descoberta a la mina Franklin, situada a la localitat homònima dins el comtat de Sussex (Nova Jersey, Estats Units). Aquesta mina estatunidenca és l'únic indret de tot el planeta on ha estat descrita aquesta espècie mineral.